# Pacific Fur Company
La Pacific Fur Company ou Compagnie Pacifique des Fourrures est une entreprise américaine de commerce de la fourrure, fondée par John Jacob Astor en 1810 au fort Astoria à l'embouchure du fleuve Columbia, sur l'example de l'American Fur Company. Elle fut rapidement vendue à la suite de la guerre anglo-américaine de 1812.